# Draâ El-Kaïd
Draâ El-Kaïd est une commune de la  wilaya de Béjaïa en Algérie.

## Géographie
La commune de Draâ El-Kaïd est située au sud-est de la wilaya de Béjaia, limitrophe avec la wilaya de Sétif. Draâ El-Kaïd est à 300 km d'Alger, 60 km au sud-est de Béjaïa et 50 km au nord-ouest de Sétif.

### Situation
| Aït Tizi (Sétif)                | Aït-Smail Kherrata | Kherrata              |
| Tala Ifacene (Sétif)            | Draâ El-Kaïd       | Tizi N'Bechar (Sétif) |
| Maoklane (Sétif) Bougaa (Sétif) | Aïn Roua (Sétif)   | Aïn Abessa (Sétif)    |

### Lieux-dits, quartiers et hameaux
La commune de Draâ El-Kaïd est composée des localités suivantes : Berzakh (chef-lieu de la commune), Takliat, Adjioun, Ouled Zaïda, Azaghar, Rehamine, Ouled Saada, Senadla, Ouled Fadhel, Deba, Ouled Choug, Ouled An'Sar, Ouled Belkacem, Dradra, Draouet, Maïda, Timoulah, Tikerbaz et Medj Ezit.

## Histoire
Le nord de la commune est peuplé par des kabyles parlant un dialecte berbère nommé "tasahlite". Le sud de la commune (Dradra, Ouled Choug, Dehbia, Ouled Saada, Ouled Belkacem Ouled Fadhel...) est peuplé d'arabes souvent d'origine hilalienne.

## Sources, notes et références
1. ↑  Code des agglomérations : 5e recensement général de la population et de l'habitat, vol. 169/2012, Alger, Office national des statistiques, coll. « Collections statistiques », 2012, p. 26.
2. ↑  https://www.depechedekabylie.com/kabylie/les-nouveaux-maires-chez-le-wali/
3. ↑  « Wilaya de Béjaïa : répartition de la population résidente des ménages ordinaires et collectifs, selon la commune de résidence et la dispersion ». Données du recensement général de la population et de l'habitat de 2008 sur le site de l'ONS.
4. ↑  « Décret no 84-365 du 1er novembre 1984 fixant la composition, la consistance et les limites territoriales des communes », Journal officiel de la République algérienne démocratique et populaire, no 67,‎ 19 décembre 1984, p. 1484 (lire en ligne).